# 정덕 (서하)
정덕(正德)은 서하 숭종(西夏 崇宗) 이건순(李乾順)의 치세에 쓰던 연호이다.

## 연대 대조표
| 정덕        | 원년            | 2년            | 3년            | 4년            | 5년             | 6년            | 7년            | 8년            |
| 서기 (西紀) | 1127년          | 1128년         | 1129년         | 1130년         | 1131년          | 1132년         | 1133년         | 1134년         |
| 간지 (干支) | 정미(丁未)      | 무신(戊申)     | 기유(己酉)     | 경술(庚戌)     | 신해(辛亥)      | 임자(壬子)     | 계축(癸丑)     | 갑인(甲寅)     |
| 남송 (南宋) | 건염(建炎) 원년 | 건염(建炎) 2년 | 건염(建炎) 3년 | 건염(建炎) 4년 | 소흥(紹興) 원년 | 소흥(紹興) 2년 | 소흥(紹興) 3년 | 소흥(紹興) 4년 |

## 같이 보기
- 다른 왕조의 같은 연호
  - 대리국(大理國) 정덕(正德, 1062년 ~ 1073년)
  - 명(明) 정덕(正德, 1506년 ~ 1521년)
  - 일본(日本) 쇼토쿠(正德, 1711년 ~ 1716년)
- 중국의 연호

| 이전 연호 원덕(元德) | 중국의 연호 서하(西夏) | 다음 연호 대덕(大德) |